# Тилеман, Кристиан
Кристиан Ти́леман (нем. Christian Thielemann; род. 1 апреля 1959[…], Западный Берлин) — немецкий дирижёр, главный дирижёр Саксонской государственной капеллы (с 2012). Был также музыкальным руководителем Байрёйтского фестиваля (2015—2020), Зальцбургского пасхального фестиваля (2013—2022). Постоянный приглашенный дирижер Венского и Берлинского филармонических оркестров. Почётный профессор Высшей школы музыки имени К. М. фон Вебера в Дрездене. Академик Баварской академии изящных искусств (2006). Почетный член лондонской Королевской академии музыки (2011).

## Биография
Родился 1 апреля 1959 года в Западном Берлине, в семье Ханса и Сибиллы Тилеман. Его отец работал на руководящей должности в сталелитейной компании, а мать была фармацевтом. Его дед Георг Тилеман, был кондитером, приехал в Берлин из Лейпцига перед началом Первой мировой войны. В возрасте пяти лет Тилеманн начал заниматься музыкой. Он учился играть на фортепиано и на альте.
В 1978 году, в возрасте 19 лет стал ассистентом Герберта фон Караяна, помимо этого работал концертмейстером в Немецкой опере Берлина.
В 1985 году стал капельмейстером в Рейнской опере Дюссельдорфа.
В 1987 году дебютировал в Венской государственной опере, продирижировав оперой Моцарта «Так поступают все»
В 1988 году стал генеральмузикдиректором в Государственном театре Нюрнберга, став самым молодым дирижёром в Германии, занявшим такую должность .
В 1993 году стал приглашенным дирижером Театра Коммунале в Болонье.
В 1997—2004 — генеральмузикдиректор Немецкой оперы в Берлине. Летом 2004 года он расторг контракт с театром.

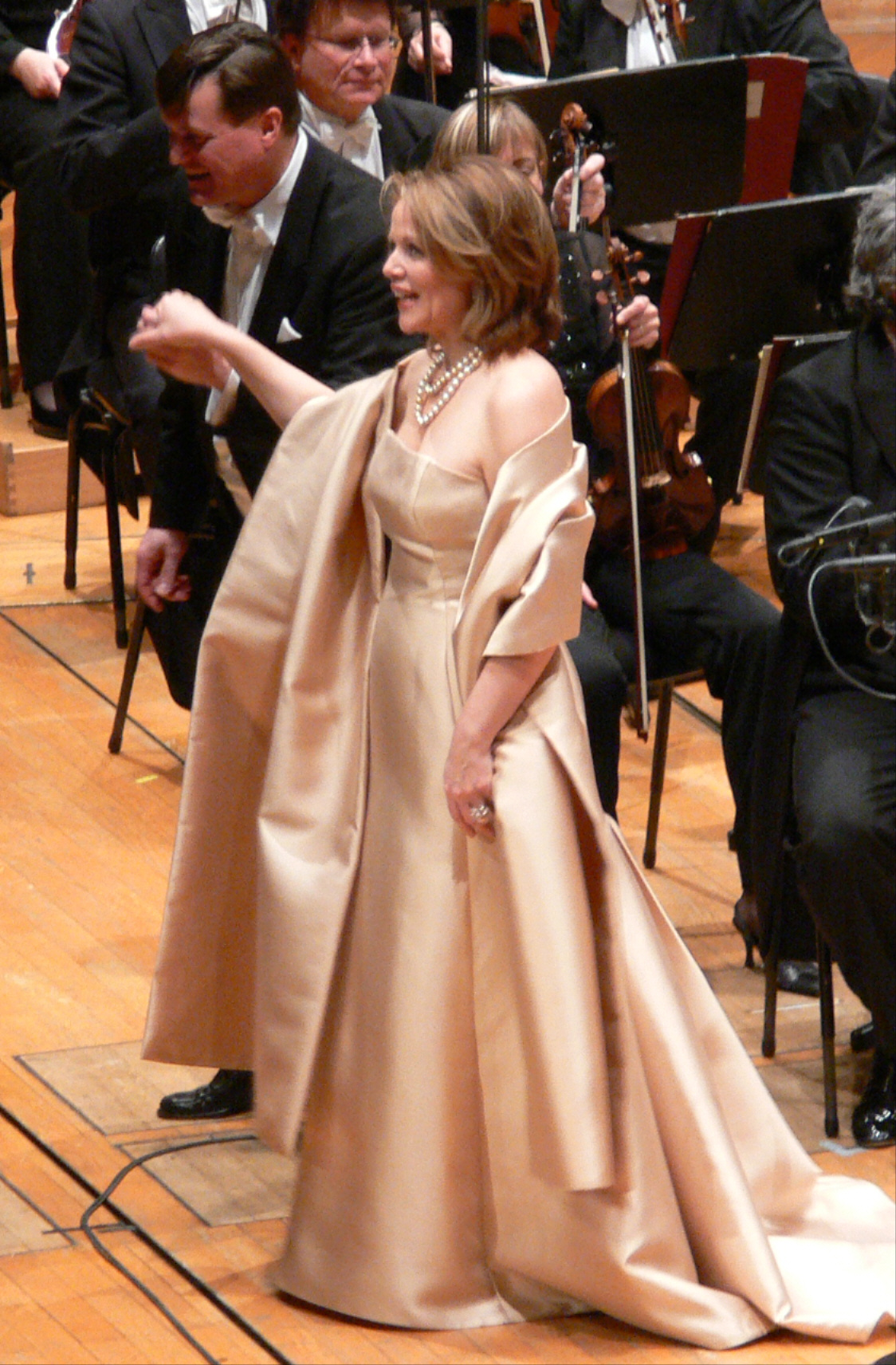
с Рене Флеминг, 2008

В 2000 году дебютировал на Байрёйтском вагнеровском фестивале, продирижировав оперой «Нюрнбергские мейстерзингеры» Вагнера. В 2001 году он дирижировал оперой «Парсифаль», а в 2002 году — новой постановкой оперы «Тангейзер». В 2006 дирижировал премьерой новой постановки оперного цикла «Кольцо Нибелунга» (режиссер Танкред Дорст). В 2012 году дирижировал оперой «Летучий голландец». В 2015 году дирижировал премьерой оперы «Тристан и Изольда», а в 2018 году — оперой «Лоэнгрин». 29 июня 2015 года было объявлено, что Тилеманн назначен музыкальным руководителем Байрёйтского фестиваля. Это событие стало исключительным, так как такой должности ранее не существовало на фестивале. В 2019 году экстренно заменил Валерия Гергиева, который должен был дирижировать новой постановкой оперы «Тангейзер» (режиссёр Тобиас Кратцер) и отменил выступления из-за смерти матери. В 2020 году его контракт в качестве музыкального руководителя фестиваля истёк.
В 2004 году стал главным дирижёром Мюнхенского филармонического оркестра.
В 2012 году стал главным дирижером Саксонской государственной капеллы. Являясь главным дирижером этого оркестра, Тилеман регулярно дирижирует спектаклями Дрезденской оперы.
В 2019 году дирижировал ежегодным новогодним концертом Венского филармонического оркестра. В 2023 году было объявлено, что концертом 2024 года также продирижирует Тилеман.
10 мая 2021 года государственный министр культуры и туризма Саксонии объявил, что контракт с Кристианом Тилеманом в качестве главного дирижера Саксонской государственной капеллы истекает в конце сезона 2023/24 и не будет продлен.
Осенью 2022 года экстренно заменил заболевшего Даниэля Баренбойма на премьере «Кольца Нибелунга» Вагнера в Берлинской опере (режиссёр-постановщик Дмитрий Черняков).
Среди зарубежных выступлений дирижера можно выделить оперные спектакли в лондонском театре Ковент-Гарден («Енуфа» Л. Яначека, «Электра», «Кавалер розы» и «Елена Египетская» Рихарда Штрауса), в нью-йоркском театре Метрополитен-опера («Кавалер розы», «Женщина без тени» и «Арабелла» Рихарда Штрауса), в Лирической опере Чикаго («Нюрнбергские мейстерзингеры» Рихарда Вагнера). В 2024 году планируется премьера оперного цикла «Кольцо нибелунга» в миланском театре Ла Скала, где Тилеман будет дирижёром-постановщиком.
27 сентября 2023 года было объявлено, что с сезона 2024/2025 Тилеман станет музыкальным руководителем Берлинской государственной оперы

## Дискография
- Антон Брукнер, Симфония № 5; Мюнхенский филармонический оркестр, 2005, Deutsche Grammophon
- Антон Брукнер, Симфония № 1; Саксонская государственная капелла, 2021, Hänssler Classic
- Антон Брукнер, Симфония № 8; Саксонская государственная капелла, 2010, Hänssler Classic
- Антон Брукнер, Симфония № 9; Венский филармонический оркестр, 2023, Sony Music Entertainment
- Антон Брукнер, Симфония № 5; Венский филармонический оркестр, 2022, Sony Music Entertainment
- Антон Брукнер, Симфония № 2; Венский филармонический оркестр, 2022, Sony Music Entertainment
- Антон Брукнер, Симфония № 3; Венский филармонический оркестр, 2021, Sony Music Entertainment
- Антон Брукнер, Симфония № 4; Венский филармонический оркестр, 2021, Sony Music Entertainment
- Антон Брукнер, Симфония № 8; Венский филармонический оркестр, 2020, Sony Music Entertainment
- Антон Брукнер, Симфония № 4; Саксонская государственная капелла, 2017, Hänssler Classic
- Антон Брукнер, Симфония № 7, Рихард Вагнер, «Трапеза любви апостолов»; Саксонская государственная капелла, 2017, Hänssler Classic

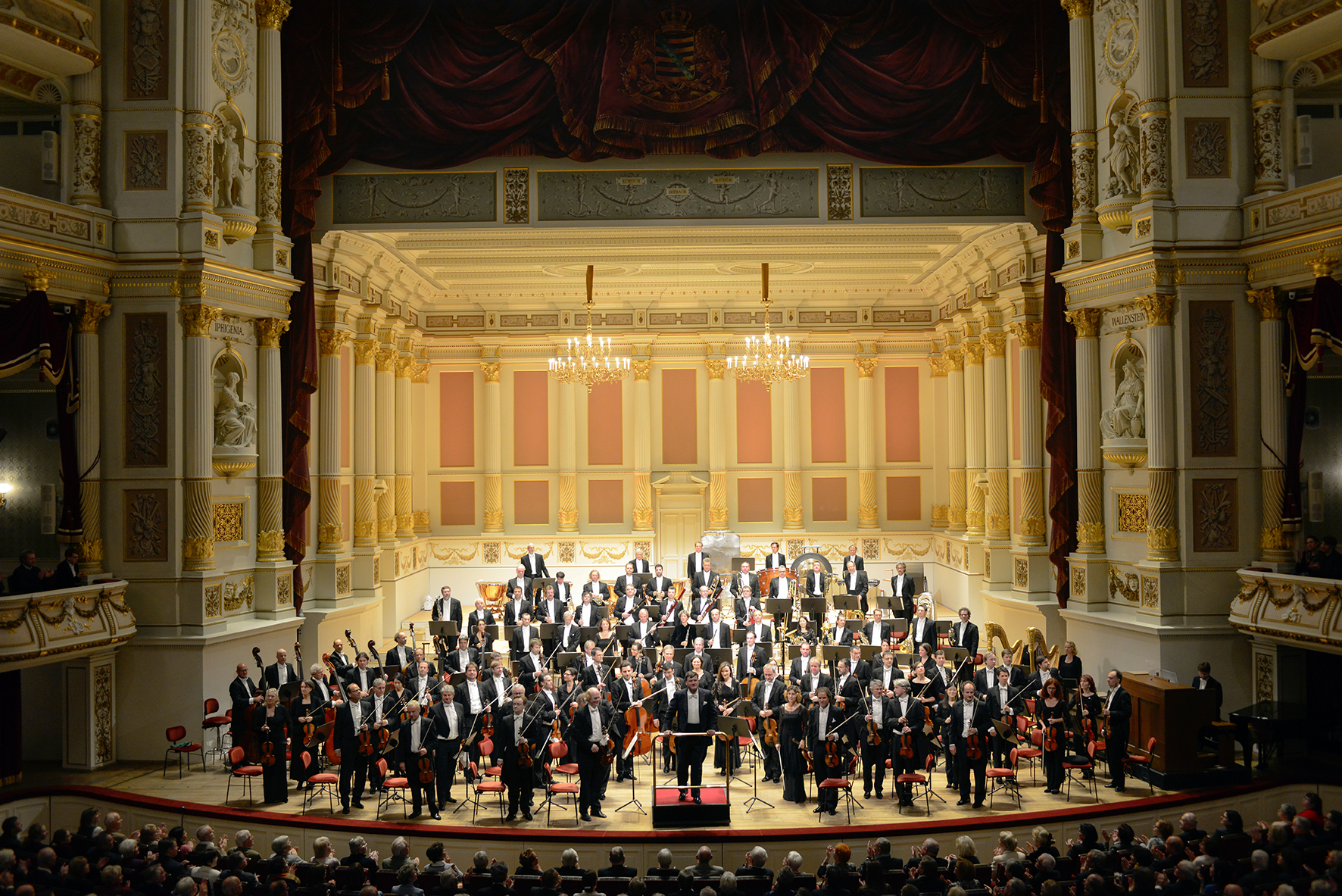
Тилеман и Саксонская государственная капелла на своей домашней сцене в Дрезденской опере, 2015

- Рихард Вагнер, Оперный цикл «Кольцо Нибелунга» («Золото Рейна», «Валькирия», Зигфрид", «Гибель богов»); Венский филармонический оркестр, 2013 (16 компакт-дисков), Deutsche Grammophon
- Рихард Вагнер, Оперный цикл «Кольцо Нибелунга» («Золото Рейна», «Валькирия», Зигфрид", «Гибель богов»); Байрёйтский фестиваль, (14 компакт-дисков), 2008, Opus Arte
- Рихард Вагнер, Опера «Нюрнбергские мейстерзингеры»; Саксонская государственная капелла, 2020, Hänssler Classic
- Рихард Вагнер, Опера «Тристан и Изольда»; Оркестр Венской государственной оперы, 2004, Deutsche Grammophon
- Рихард Вагнер, Опера «Парсифаль»; Пласидо Доминго, Хор и оркестр Венской государственной оперы, 2006, Deutsche Grammophon
- Рихард Вагнер, Пять песен на стихи Матильды Везендонк, Густав Малер, Песни на стихи Рюкерта; Элина Гаранча, Венский филармонический оркестр, 2021, Deutsche Grammophon
- Рихард Вагнер, Зигфрид-Идиллия и Пять песен на стихи Матильды Везендонк; Камилла Нилунд, Байрёйтский фестивальный оркестр, 2020, Deutsche Grammophon
- Рихард Вагнер, симфонические фрагменты из опер «Лоэнгрин», «Парсифаль» и «Тристан и Изольда»; Филадельфийский оркестр, 1998, Deutsche Grammophon
- Рихард Штраус, «Четыре последние песни»; Рене Флеминг, Мюнхенский филармонический оркестр, 2008, Decca
- Рихард Штраус, Опера «Электра»; Эвелин Херлициус, Энн Шваневильмс, Вальтрауд Майер, Рене Папе, Берлинский филармонический оркестр , 2014, Deutsche Grammophon
- Рихард Штраус, «Жизнь героя» и симфоническая фантазия из оперы «Женщина без тени»; Венский филармонический оркестр, 2003, Deutsche Grammophon
- Рихард Штраус, Концерт для валторны с оркестром № 1, Серенада ми-бемоль мажор, Сонатина № 1 фа мажор Из «Мастерской инвалида», «Метаморфозы»; Саксонская государственная капелла, 2018, Hänssler Classic
- Рихард Штраус, Альпийская симфония и сюита из оперы «Кавалер розы»; Венский филармонический оркестр, 2001, Deutsche Grammophon
- Рихард Штраус, Опера «Ариадна на Наксосе»; Венская государственная опера, 2021, Orfeo
- Людвиг ван Бетховен, Концерт для фортепиано с оркестром № 1, Рудольф Бухбиндер, Берлинский филармонический оркестр, 2020, Deutsche Grammophon
- Людвиг ван Бетховен, Увертюра «Эгмонт», Иоганнес Брамс, Симфония № 1; Мюнхенский филармонический оркестр, 2007, Deutsche Grammophon
- Людвиг ван Бетховен, Симфонии № 5 и № 7; Оркестр Филармония, 1996, Deutsche Grammophon
- Людвиг ван Бетховен, Симфонии № 1-9; Венский филармонический оркестр, 2011, Sony Music Entertainment
- Роберт Шуман, Симфонии № 1 и № 4; Оркестр Филармония, 2001, Deutsche Grammophon
- Роберт Шуман, Симфония № 3 «Рейнская», увертюра к опере «Геновева»; Оркестр Филармония, 1999, Deutsche Grammophon
- Роберт Шуман, Симфония № 2, Уувертюра «Манфред», Концертная пьеса для 4 валторн; Оркестр Филармония, 1997, Deutsche Grammophon
- Роберт Шуман, Симфонии № 1-4; Саксонская государственная капелла, 2018, Sony Music Entertainment
- Вольфганг Амадей Моцарт, Реквием; Мюнхенский филармонический оркестр и хор Баварского радио, 2006, Deutsche Grammophon

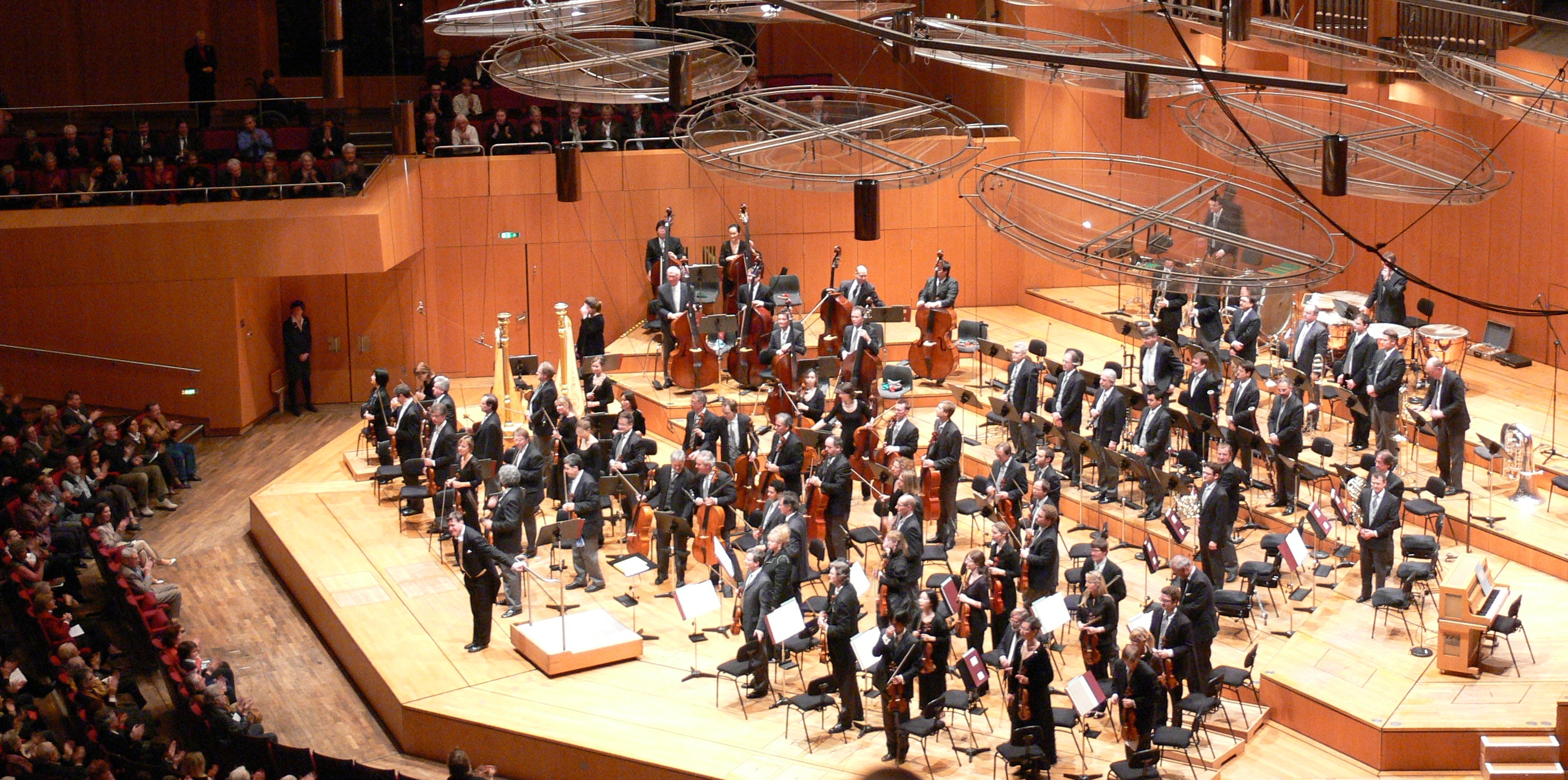
Тилеман и Мюнхенский филармонический оркестр, 2008

- Джузеппе Верди, Реквием; Саксонская государственная капелла и хор Дрезденской оперы, 2018, Hänssler Classic
- Карл Орф, Кантата «Кармина Бурана»; Хор и оркестр Немецкой оперы в Берлине, 1999, Deutsche Grammophon
- Арнольд Шёнберг, Песни Гурре; Саксонская государственная капелла, 2020, Hänssler Classic
- Генрих Маршнер, Феликс Мендельсон, Отто Николаи, Рихард Вагнер, Карл Мария фон Вебер, Увертюры; Венский филармонический оркестр, 2004, Deutsche Grammophon
- Альберт Лорцинг, Рихард Штраус, Карл Мария фон Вебер, Рихард Вагнер, арии из немецких опер; Томас Квастхофф, оркестр Немецкой оперы в Берлине, 2002, Deutsche Grammophon
- Арнольд Шёнберг, «Пеллеас и Мелизанда», Рихард Вагнер, «Зигфрид-Идиллия»; Оркестр Немецкой оперы в Берлине, 2000, Deutsche Grammophon
- Ферруччо Бузони, Симфонический ноктюрн, Ханс Пфитцнер, Концерт для фортепиано с оркестром, Макс Регер, Романтическая сюита; Саксонская государственная капелла, 2013, Hänssler Classic

## Критика
По утверждениям некоторых критиков, он считается «блестящим вагнеровским дирижером». Он также имеет репутацию особенно самоуверенного человека, с которым трудно иметь дело. В течение своей творческой жизни он неоднократно покидал оперные театры, не найдя консенсуса с руководством.

## Признание
- 2003 — Орден «За заслуги перед Федеративной Республикой Германия» (Крест заслуг I степени)[23]
- 2006 — Действительный член Баварской академии изящных искусств[24].
- 2010 — Почётный член Международной музыкальной академии по развитию одаренных детей и молодежи в Германии.
- 2011 — Почётный доктор Веймарской высшей школы музыки имени Франца Листа.
- 2011 — Почётный член Королевской академии музыки, Лондон[25].
- 2011 — Дирижёр года по версии журнала «Оперный мир».
- 2012 — Почётный доктор Лёвенского католического университета (Бельгия).
- 2013 — Премия Берлинский медведь
- 2015 — Премия Рихарда Вагнера[26]
- 2016 — Приз Фонда содействия Дрезденской опере.
- 2019 — Почётный член Гамбургской ассоциации Густава Малера.

В 2004 году получил премию ECHO Klassik как артист года, но вернул ее в 2018 году.